# میله‌بال
میله‌بال (نام علمی: Nyridela) نام یک سرده از تیره شاپرک‌های ببری است.